# 花田歳彦
花田 庚彦（はなだ としひこ）は、日本の著作家、ライター、コメンテーター、ジャーナリスト。2017年3月、花田 歳彦から改名。
自民党東京都連青年部役員、自民党同志会を経て文筆業。

## 主な著書
- 烈侠「加茂田重政著」聞き手　2016年7月　サイゾー
- 「ベンツで天国、ベンツで地獄」共著　2001年10月　ミリオン出版
- 歌舞伎町未解決殺人事件　2003年12月　シーズ情報出版
- 実話ナックルズ、漫画ナックルズ、ダークサイドJAPAN　ミリオン出版社

- 「ワニの穴」アウトロー伝説 　　　　　　1999年5月
- 「ワニの穴」インターネットで一攫千金 2000年5月
- 「ワニの穴」裏バクチで死ね　　　　　　2001年3月
- 「ワニの穴」ザ、ブラックマーケット1,2　1999年10月
- 「ワニの穴」東京ダークサイドリポート 199年8月　他　ワニマガジン社
- ザ闇市場―大麻から戸籍売買まで〈ニッポン〉の地下取引のすべて 2002年11月 TJムック
- 裏ブブカ　コアマガジン
- 週刊実話記者

他アサヒ芸能
実話ドキュメント等
他実話誌、ムック多数